# 张瑞猛
张瑞猛（1954年—）出生于台湾彰化，祖籍福建，畢業於彰化縣竹塘鄉長安國民小學。国立台湾大学经济学硕士，美国哥伦比亚大学经济学博士，经济发展和国际经济学领域专家。在哥大求学期间，曾师从「欧元之父」诺贝尔经济学奖得主罗伯特·蒙代尔（Robert A. Mundell），对区域共同市场理论情有独钟。

## 个人履历
张瑞猛将自己定位在「学者」和「学者型商人」两个角色。在台期间，历任国立台湾大学兼任副教授、中华经济研究院副研究员、张荣发基金会国家政策研究中心首任执行长、中兴保全总裁、立保保全董事长、台骅物流控股有限公司独立董事等职务。
张瑞猛于上世纪九十年代受海协会会长汪道涵之邀来大陆经商。期间正值中国经济蓬勃发展，他见证了、也亲身参与了改革开放带来的充满活力的市场经济，先后出任上海科技京城董事、上海永城房地产有限公司副董事长、上海友氏企业管理有限公司副董事长等职务。
同时，作为最早一批来到大陆的台商，张瑞猛亲身投入到了两岸民间交流、共同市场建设的实践中来。1992年参与创办了两岸最早、持续至今的民间交流活动——“两岸和平小天使”交流活动。2001年出任两岸共同市场基金会首任执行长。

## 研究成果
1. 《敎育与经济发展》，National Taiwan University Department ofEconomics, 1980
2. 《The determinants of trade policies in Taiwan》，Chung-Hua Institution for Economic Research, 1987
3. 《马克思经济学的价值与资本》，奈尔等著（E. J. Nell, Bell, D.），张瑞猛等译，选自《现代经济理论危机》，台北：新桥译丛，1989
4. 《现代经济理论危机》，贝尔克利斯朵(Daniel Bell)编著，张瑞猛、张佩珍、洪惠专译，台北：远流，1989
5. 《美国贸易法案的经济面分析》，单骥、侯继明、杜巧霞、谢宗林、张瑞猛、陈文郎合著，《经济前瞻》第13号，1989
6. 《台湾加入国际经济组织策略分析》，林正义、叶国兴、张瑞猛合著，张荣发基金会国策中心，1990
7. 《劳资伦理的重建》，张瑞猛、杨世雄、刘志鹏合著，张荣发基金会国策中心，1990
8. 《民主制度的设计》，林嘉诚、刘淑惠、张瑞猛、陈华升、许志雄、林志鹏、江大树等著，台北：国策中心授权出版，1992
9. 《台湾的威权转型: 国民政经体制与政经改革》，张瑞猛、萧全政合著，中国论坛三十二卷第六期，1992
10. 《先进国家对外援助之理念与实践》，张瑞猛著，二十一世纪基金会编，台北：中华征信所，1998